# Лымва
Лы́мва (устар. Лимба) — река в России, левый приток Нившеры; течёт по территории Корткеросского района и Усть-Куломского района Республики Коми. Образуется слиянием рек Шадью и Буръёль на высоте 134 м над уровнем моря. От истока течёт на юго-запад по лесистой, заболоченной, малонаселённой местности, затем в начале среднего течения поворачивает на северо-запад и течёт с преобладанием этого направлении до устья, которое находится в 54 км по левому берегу реки Нившера на высоте 101 м над уровнем моря, ниже села Нившера. Длина реки составляет 105 км, площадь водосборного бассейна 757 км².

## Притоки
- 13 км: Педьеёль
- 18 км: Лумпаёль
- 34 км: Лымпасаёль
- 46 км: Лём
- 63 км: Конанъёль
- 70 км: Вежъю
- 72 км: Мудора
- 107 км: Шадью

## Данные водного реестра
По данным государственного водного реестра России относится к Двинско-Печорскому бассейновому округу, водохозяйственный участок реки — Вычегда от истока до города Сыктывкар, речной подбассейн реки — Вычегда. Речной бассейн реки — Северная Двина.
Код объекта в государственном водном реестре — 03020200112103000017085.